# راكيش شاه
راكيش شاه (بالإنجليزية: Rakesh Shah)‏ هو سياسي هندي، ولد في 1962. حزبياً، نشط في بهاراتيا جاناتا. وقد انتخب عضو الجمعية التشريعية في ولاية غوجارات.